# 瓦登
瓦登（德語：Wadern，發音：[ˈvaːdɐn] ⓘ）是德国萨尔兰州梅尔齐希-瓦登县的城市，总面积111.14平方千米，2023年12月31日总人口为15,860人。

## 友好城市
瓦登与以下城市结为友好城市：
- 法國 蒙莫里永
- 法國 热蒙
- 布吉納法索 托马（英语：Toma, Burkina Faso）
- 捷克 索博特卡
- 德国 于比高-瓦伦布吕克